# Anna Maria Praßler
Anna Maria Sophie Praßler (* 1983 in Lauingen) ist eine deutsche Schriftstellerin und Drehbuchautorin. Sie lebt in Berlin. 

## Leben
Anna Maria Praßler studierte von 2002 bis 2007 Filmwissenschaft, Theaterwissenschaft und Psychologie an der Freien Universität Berlin, der Universität Bologna und der University of California, Los Angeles. Von 2007 bis 2010 studierte sie Drehbuch an der Filmakademie Baden-Württemberg. In dieser Zeit entstanden nach ihren Drehbüchern mehrere Filme, zum Beispiel Für Miriam, der 2009 auf der Berlinale (Perspektive Deutsches Kino) Premiere feierte. 
2011 war Anna Maria Praßler mit ihrer Erzählung Das Andere für den Ingeborg-Bachmann-Preis in Klagenfurt nominiert.  
Für ihr erstes Langfilmdrehbuch Schuld sind immer die Anderen erhielt sie 2013 sowohl eine Nominierung für den Deutschen Filmpreis (Bestes Drehbuch) als auch eine Nominierung für den Grimme-Preis. Das Filmdrama mit Edin Hasanović erhielt den NDR-Filmpreis für den Nachwuchs, den Bernhard-Wicki-Filmpreis und den DGB-Filmpreis, sowie 2014 den Nachwuchspreis von NDR Studio Hamburg für die beste Regie (Lars-Gunnar Lotz). 
Seit 2021 schreibt Anna Maria Praßler auch Bücher für Kinder. Ihre Romane Hinterhoftage. Wie ich Hannibal verlor, einen Freund gewann und der Sauerteig das alles nicht überlebte und Rettet Omas Boa! Mein Zirkus, das Dorf und ich wurden im Klett Kinderbuchverlag veröffentlicht. In ihren Bilderbüchern für jüngere Kinder arbeitet sie mit der Künstlerin Ulrike Baier zusammen, ihr Kamishibai In meiner Straße wurde von Manuela Olten illustriert. Im Januar 2024 erschien der erste Band ihrer Romanreihe ab 10 Ice Guardians (Ice Guardians. Die Macht der Gletscher) im Oetinger Verlag.  
Anna Maria Praßler ist Mitglied der Deutschen Filmakademie und der Europäischen Filmakademie.